# مرشانة
مَرْشَانة هي بلدة تقع في مقاطعة إشبيلية في إقليم أندلسية بإسبانيا. أصبحت مرشانة تحت حكم قوى مختلفة منذ العصور القديمة وحتى الوقت الحاضر. مرشانة هو مركز خدمة للأراضي الزراعية المحيطة ببساتين الزيتون وحقول محاصيل الحبوب. كما أنها مركز لمعالجة الزيتون والمنتجات الأولية الأخرى. مرشانة هي مدينة ذات تراث تاريخي وثقافي. تشتمل معالم الجذب على كنيسة شنت خُوان بَوتِستَة داخل أسوار المدينة المورية وقوس الوردة. ترتبط المدينة بالتقاليد الفولكلورية للفلمِنْكة. إنها مسقط رأس الفنانين بما في ذلك Pepe Marchena و Melchor de Marchena عازف الجيتار.